# Vihtasaaret (ö i Norra Karelen, Joensuu, lat 62,76, long 30,97)
Vihtasaaret är en ö i Finland. Den ligger i sjön Mekrijärvi och i kommunen Ilomants i den ekonomiska regionen  Joensuu ekonomiska region  och landskapet Norra Karelen, i den sydöstra delen av landet, 400 km nordost om huvudstaden Helsingfors. Öns area är 0,4 hektar och dess största längd är 110 meter i nord-sydlig riktning.  Notera att namnet antyder att det är fråga om flera öar.